# Tiszaújfalu (Ukrajna)
Tiszaújfalu (ukránul: Тисауйфалу) falu  Ukrajnában, Kárpátalján, az Ungvári járásban.

## Fekvése
Tiszaújfalu a Latorca és a Tisza között, Tiszaásványtól délkeletre fekszik. Tiszaújfalu 1 kilométeres bekötőúttal kapcsolódik a Csap-Nagydobrony országúthoz. Eszeny innét 2 km-re, Tiszaásvány 1 km távolságra, Csap 4 km-re van a településtől. Közigazgatásilag Tiszaásványhoz tartozik. Szomszédos települések Tiszaásvány (Тисаашвань), Csarondahát (Червоне), Dimicső (Демечі), Kiseszeny (Szernyehát, Петрівка), Eszeny (Есень).

## Története
A település területe 1938–44 között visszakerült Magyarországhoz. A község 1940-ben keletkezett Csarondahát területén, mindössze 60 éves múltra tekint vissza. Az 1940-es évek elején az egykori uradalmi tanyán, a később Oncsának nevezett falurészben magyar családok telepedtek le. Letelepedésüket az Országos Nép- és Családvédelmi Alap tette lehetővé.
1945-ben Szovjetunióhoz csatolták a települést. A szovjet érában a falurész a szomszédos Csarondahát községhez tartozott. 1991 óta Ukrajnához tartozik. 1991-ben Csarondahát község Oncsa utcáját Tiszaújfalu néven hivatalosan községnek nyilvánította a Kárpátaljai Területi Tanács elnöksége és közigazgatásilag a Tiszaásványi Községi Tanács fennhatósága alá helyezték.
Az önállósodás új lendületet adott a település fejlődésének. A helybéliek összefogásának, valamint holland és német református gyülekezetek támogatásának köszönhetően hamarosan felépült a község temploma és parókiája. A szülők kérésére az Eszenyi Középiskola megnyitotta itt helyben a tiszaújfalui elemi iskolai tagozatát. Ez 2004-ig működött, 2005-ben a szükséges gyereklétszám hiánya miatt ideiglenesen bezárták. 2020-ig közigazgatásilag Tiszaásványhoz tartozott.

## Népesség
2001-ben 277-en lakták, ebből magyar 251 fő (90,6%), ukrán 9%.

| 2001 | 277 |

A népesség anyanyelv szerinti megoszlása a teljes népesség %-ában (2001)

## Emlékhelyei, nevezetességei
Református temploma 1992-1995 között épült fel. Jellegzetessége a szürkésfehér kővel kirakott fal és torony.

## Gazdasága
A település több mint hatvan házból áll. Közel az eszenyi vasútállomás, a falutól mintegy 300 méterre található. Az itt élők többsége vasúton dolgozik, illetve mezőgazdasági termeléssel – gabonatermelés, jószágtartás – foglalkozik. Néhány éve az itteni földművesek gazdaszövetségbe tömörültek. A fiatalok közül néhányan Magyarországon vállaltak építőmunkát. A településen élők, illetve az ide érkező vendégek két vegyesboltban vásárolhatnak. 

## Külső hivatkozások
Tiszaújfalu – karpataljaturizmus.net